# Hearts Still Beating
«Corazones Aún Latiendo» título original en inglés: «Hearts Still beating» es el octavo episodio de la séptima temporada de la serie de televisión The Walking Dead y final de mitad de temporada. Se estrenó el 11 de diciembre de 2016 en Estados Unidos y Latinoamérica por las cadenas AMC y FOX respectivamente. El 12 de diciembre se estrenó en España también mediante Fox. Michael E. Satrazemis fue el director de este capítulo mientras que Matthew Negrete y Channing Powell se encargaron del guion.
El episodio se centra en Negan (Jeffrey Dean Morgan) otorgando otra visita indeseable e inesperada para Alexandria mientras otros miembros buscan suministros; las tensiones comienzan a elevarse y las cosas rápidamente salen de control con la actitud de los salvadores hacia Alexandria. Este episodio también marca las últimas apariciones de Olivia (Ann Mahoney) y Spencer Monroe (Austin Nichols). Su muerte fue adaptada de la edición # 111 de la serie de cómics. "Hearts Still Beating" tiene una duración total de 85 minutos con cortes comerciales.

## Trama
En una mañana, en la colonia Hilltop, Maggie (Lauren Cohan) se sienta sola junto a la tumba de Glenn. Ella asume su cargo en la puerta principal de Hilltop con Eduardo. Gregory (Xander Berkeley) se le acerca y le advierte que no deje que su popularidad entre los residentes de Hilltop se le suba a la cabeza. Él se burla de ella frotando una manzana continuamente en su chaqueta. Eduardo (Peter Zimmerman) lo reprocha por esto, recordándole que está embarazada. Gregory arroja la manzana a regañadientes a Maggie. Da un mordisco mientras continúa vigilando el trabajo. Maggie no puede ubicar a Jesús (Tom Payne) y Sasha (Sonequa Martin-Green) miente sobre su paradero, sabiendo que está buscando la casa de los Salvadores, el Santuario.
En el Reino, Richard (Karl Makinen), un miembro del ejército del Reino, le otorga una visita a Carol (Melissa McBride) dentro de su cabaña, aunque Morgan (Lennie James) también está allí y le regala a Carol un saco de viveres. Richard trata de persuadirlos para que tengan al Rey Ezekiel (Khary Payton) que lo insentiven a pelear contra los Salvadores, ya que teme que de hecho puedan matarlos aunque continúen obedeciendo sus demandas. Ellos debaten y ambos se niegan rotundamente; Richard se retira abatido.
En el Santuario, con ayuda de una fuente anónima, Daryl (Norman Reedus) puede escabullirse de su celda hacia una motocicleta que espera para escapar. Se encuentra con Fat Joey (Joshua Hoover) y lo aoorrea hasta matarlo con una pipa de metal. Jesús encuentra a Daryl y, juntos, abandonan el complejo, con Daryl recuperando el revólver Colt Python 357 perteneciente a Rick (Andrew Lincoln) sacándolo del cadáver de Joey. Cerca de allí, Michonne (Danai Gurira) ha secuestrado a una mujer salvadora (Aerli Austen) y le exige que le muestre el Santuario. La mujer se llama Isabelle y la dirige a una colina cercana donde Michonne ve que hay un gran número de salvadores, más de lo que inicialmente pensaron. La mujer dice que sería inútil luchar contra ellos y que sería mejor simplemente irse. Después de un momento, Michonne la mata, arroja el cadáver y regresa a Alexandría.
En Alexandria, Negan (Jeffrey Dean Morgan) intenta vincularse con el hijo de Rick, Carl (Chandler Riggs) quien le cocina spaghettis en salsa roja, mientras que Rick y Aaron (Ross Marquand) consiguen suministros de una casa flotante abandonada que flota en medio de un río infestado de caminantes, como parte de su ofrenda a los salvadores. Entre los suministros hay numerosas armas de fuego, pero no municiones, junto con una nota vulgar que dejó el propietario anterior y las felicitó sardónicamente por su premio. Regresan a Alejandría, sin saber que fueron vistos por un hombre con botas desiguales. Los salvadores revisan los suministros y descubren la nota vulgar, creyendo que fue escrita por Rick y Aaron para ellos. Aaron intenta disculparse, pero los salvadores lo golpearon y un indignado Rick no puede intervenir la golpiza que le están propinando a Aaron.
Spencer (Austin Nichols), que tiene una venganza contra Rick, se le acerca a Negan y le propone hablar, lo invita un trago y luego le otorga una mesa de billar, la cual la instala afuera y una multitud se reúne, y mientras Negan juega con Spencer, este le explica a Negan debería nombrarlo como el líder de Alexandría y que asesine a Rick, para que ocupe su lugar, ya que estaría dispuesto a aceptar las demandas de Negan. Negan lo considera, se acerca a Spencer y le explica que, a diferencia de Rick, el no tiene agallas, considerando como un acto muy vil y cobarde, saca su puñal le incrusta en el estómago y procede a destriparlo. Enfurecida, Rosita (Christian Serratos) dispara la única bala que Eugene (Josh McDermitt) había hecho en Negan, pero golpea a "Lucille", su bate, La Salvadora Arat (Elizabeth Ludlow) somete a Rosita mientras Negan exige saber quién hizo la bala. Cuando Rosita miente y dice que lo hizo, Negan le dice a Arat que le desfigure el rostro, pero mate a alguien. Cuando Rosita miente y dice que lo hizo, Negan le dice a Arat que mate a alguien. Arat elige y mata a Olivia (Ann Mahoney). Para entonces, el sonido de los disparos atraen a Rick a la escena e intenta calmar a Negan a regañadientes. Negan le recuerda su trato de que ningún alexandrino puede tener un arma de fuego y la muerte de Olivia fue la pena por desobediencia. Negan al descubrir que la comunidad tiene un fabricante de balas solicita saber quien fabrica las balas a cambio de no matar a otro alexandrino, a continuación, Eugene da un paso adelante para admitir que el fabricó la bala. Negan y los salvadores se van, llevándose a Eugene con ellos, a continuación un reanimado Spencer comienza a levantarse pero Rick lo ayuda a salir de su miseria. Esa noche, Michonne convence a Rick de que deben luchar contra los salvadores y Rick finalmente acepta.
Al día siguiente, Rick, Michonne, Carl, Rosita y Tara aparecen en la colonia de Hilltop, reuniéndose con Maggie, Sasha y Enid (Katelyn Nacon). Mientras planean, Daryl y Jesús vuelven a la sorpresa de todos. Rick y Daryl se abrazan, y Daryl devuelve su arma. El grupo hace planes para ir a la guerra con los salvadores. En Alexandria esa noche, el padre Gabriel (Seth Gilliam) vigila, sin darse cuenta de que la misma figura con botas desiguales lo observa desde lejos.

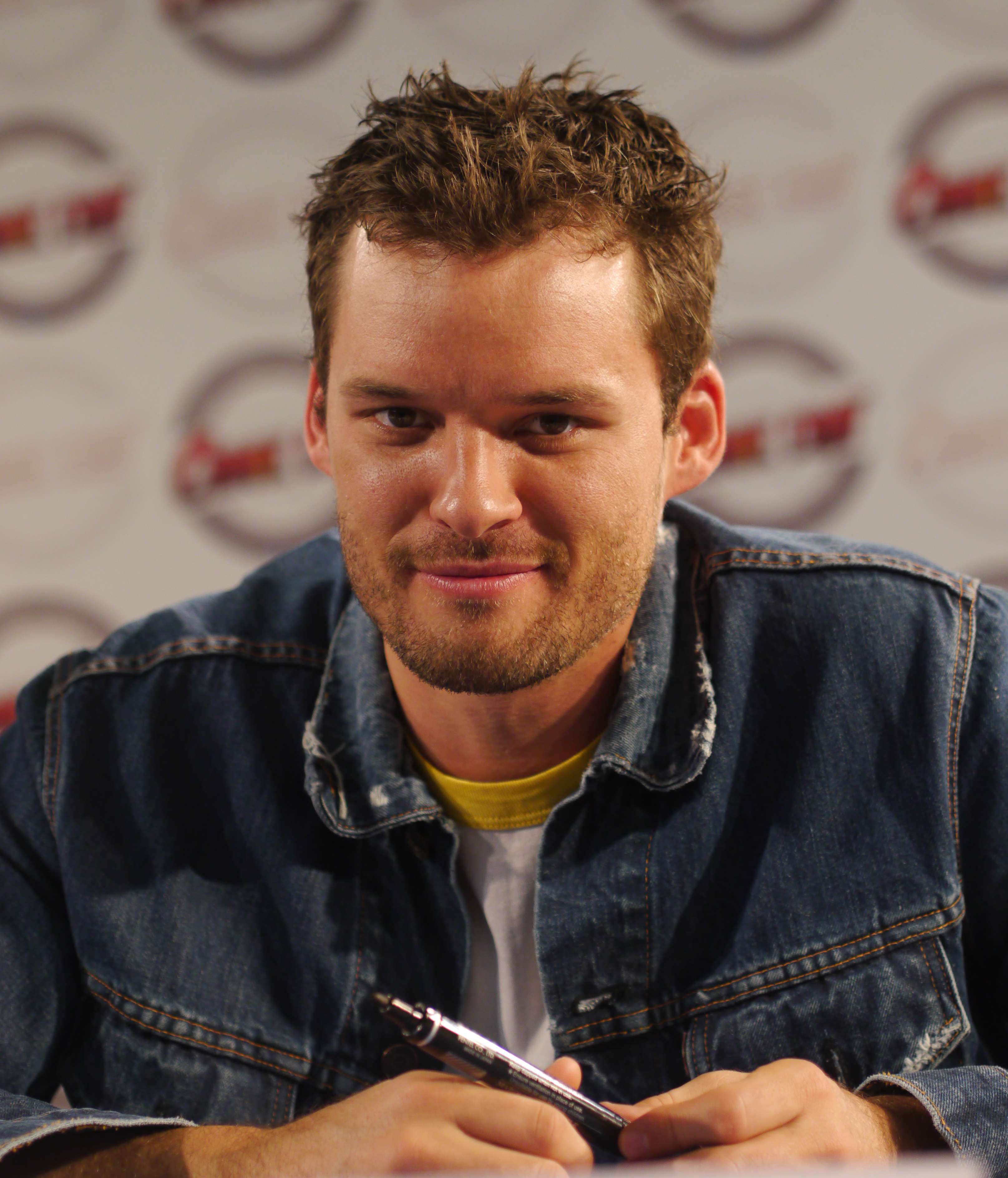
Austin Nichols hizo su última aparición regular como Spencer Monroe en este episodio.

## Producción
El actor Austin Amelio (Dwight) no aparece en este episodio pero igualmente es acreditado.

## Recepción
"Hearts Still Beating" recibió críticas muy positivas. En Rotten Tomatoes, tiene un 78% de puntuación media con un puntaje de 7,4 de 10, basado en 30 revisiones. El consenso del sitio dice: "Hearts Still Beating" corrige el curso después de una frustrante primera mitad de la séptima temporada de The Walking Dead, usando un ritmo mejorado y algunas sacudidas narrativas para crear una conclusión esperanzadora".

## Audiencia
El episodio recibió una calificación de 5.1 millones de espectadores en la demográfica 18-49 con un total de 10,58 millones de espectadores, lo que significó un pequeño ascenso de audiencia en comparación al capítulo anterior "Sing Me a Song".